# Hrvatski kup u vaterpolu za žene 2012.
Kup Hrvatske u vaterpolu za žene za 2012. godinu. 

## Kup

### Četvrtzavršnica
23. i 24. listopada 2012.

### Završni turnir
Zagreb, 23. i 24. studenog 2012.

#### Poluzavršnica
- Mladost - Jug 22:5
- Bura - Primorje 16:6

### Završnica
Finale se igralo na bazenu Mladosti u Zagrebu. 
ŽVK Mladost - ŽVK Bura 12:7 (3:1, 3:2, 3:4, 3:0)